# Schlossmuseum Aschaffenburg

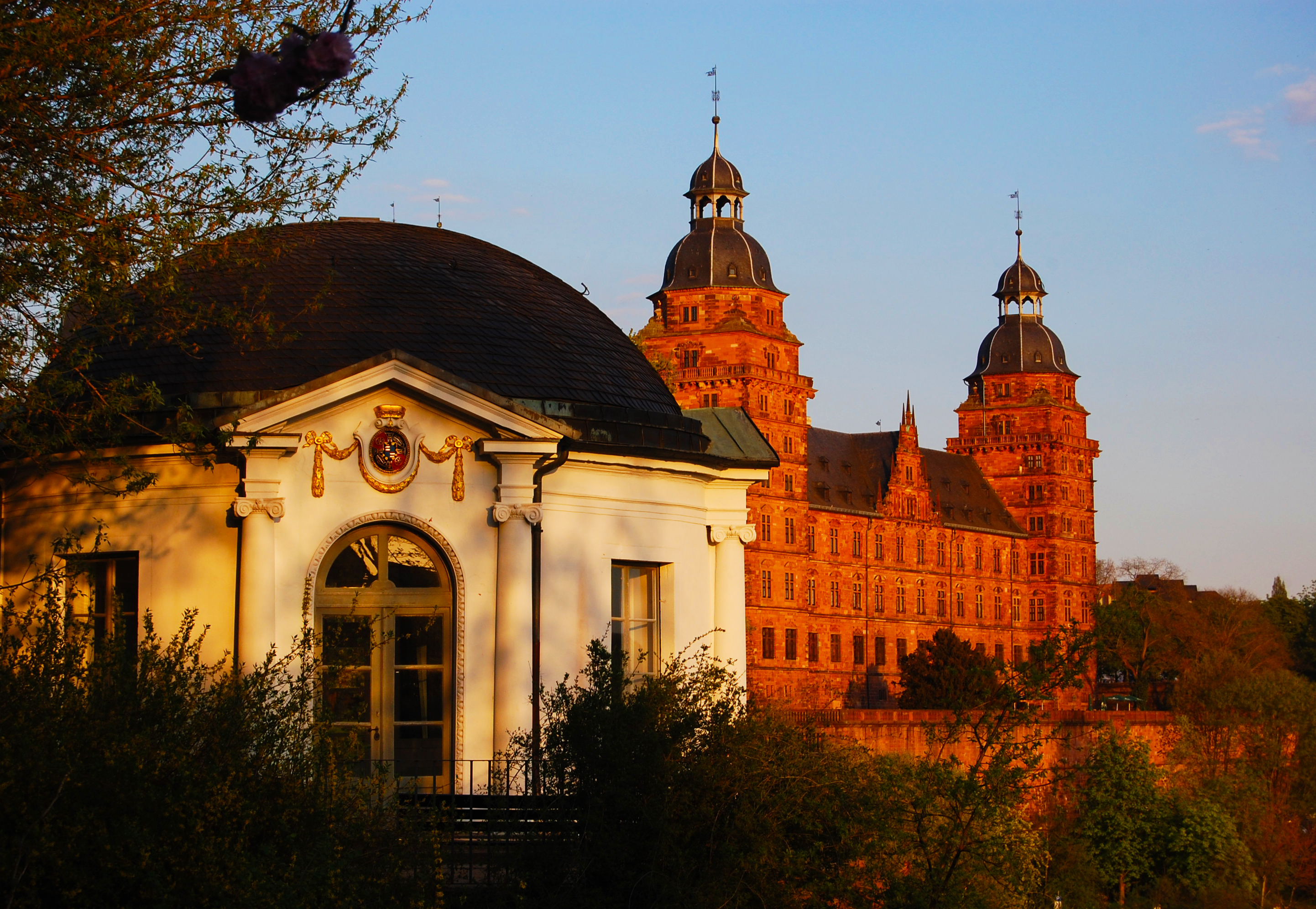
Widok Muzeum Zamkowego od strony Pompejanum

Schlossmuseum Aschaffenburg (pol.: Muzeum Zamkowe w Aschaffenburgu) – muzeum znajdujące się na zamku Johannisburg.

## Położenie
Do pomieszczeń wystawowych muzeum (zaczynających się od wschodniej wieży) dochodzi się poprzez dawne komnaty mieszkalne drugiego piętra zamku mogunckich arcybiskupów-elektorów Rzeszy. Znajdują się w nich oryginalne meble Friedricha Karla Josepha von Erthala z około 1800 roku. Muzeum Zamkowe zostało otwarte w 1972 roku.

## Zbiory
Obok pomieszczeń przeznaczonych na stałe wystawy znajdują się tu także przestrzenie dla wystaw tymczasowych. Dotyczy to zwłaszcza tzw. Sali Junkera, gdzie prezentowane są dzieła rzeźbiarza Johannesa Junckera. Stworzył on, m.in., ołtarz w kaplicy zamkowej, mównicę oraz figury portalu głównego. Dla kościoła kolegialnego pod wezwaniem św. Piotra i Aleksandra wykonał on również mównicę.
W Sali Cechowej znajdują się świadectwa historii miasta. Stare herby cechowe, tarcze, sztandary, skrzynie oraz pieczęcie aschaffenburskich cechów rzemieślniczych, modele miasta, produkty miejscowego przemysłu papiernictwa kolorowego czy model Królewskiego Bawarskiego Statku Łańcuchowego „Määkuh”. Znajduje się tam również oryginalna figura aschaffenburskiego Maulaffa. Sala Cechowa jest także wykorzystywana jako miejsce wykładów i występów muzycznych.
W wieży północnej znajduje się sala elektorów Rzeszy, w której znajdują się portrety mogunckich arcybiskupoów-elektorów oraz meble z XVII wieku. W sąsiednim skrzydle znajduje się izba z przedmiotami z cyny oraz srebra, a także pomieszczenia z niemiecką i zagraniczną ceramiką (w tym fajansami), porcelaną i kamionką. Do tego dochodzą liczne obrazy oraz meble z XVII i XVIII wieku, szkła oraz lustra z hut i manufaktur Spessartu. Znajduje się tu również izba pamięci z popiersiami Wilhelma Heinse, Clemensa Brentano, Lujo Bretano oraz ich dzieła, na których kończy się zwiedzanie tej części zamku. We wschodniej wieży prezentowane są produkty tzw. „Dammskiej Fabryki Kamieniarskiej” – ceramika użytkowa, zwłaszcza figurki, jak i obiekty zaprojektowane w Manufakturze Porcelany Höchst, które w dużej mierze pochodzą ze zbiorów doktora Lautenschlägera z Berlina.
Zakończeniem wystawy we wschodnim skrzydle zamku jest malarstwo współczesne. Reprezentują je dzieła, m.in. urodzonego w 1880 roku w Aschaffenburgu Ernsta Ludwiga Kirchnera oraz pochowanego w 2000 roku w Keilbergu (Bssenbach) Christiana Schada. Są tu wystawione również płótna Antonego Brudera, Elisabeth Dering, Siegfrieda Rischara, Waltera Roosa oraz Guntera Ullricha.
Na zamku Johannisburg znajduje się także Bawarska Galeria Państwowa w Aschaffenburgu (część Bawarskiego Państwowego Zbioru Malarstwa). Najważniejszą częścią zbiorów galerii są dzieła Lucasa Cranacha Starszego (malarstwo staroniemieckie) oraz przedstawicieli jego szkoły.
Ważnymi eksponatami w muzeum są korkowe modele rzymskich budynków, tworzące największą tego typu kolekcję na świecie.

## Centrum Konserwacji i Restauracji Nilkheimer Hof
Centrum Konserwacji i Restauracji Nilkheimer Hof (niem. Zentrum für Konservierung und Restaurierung Nilkheimer Hof) wchodzi w skład Muzeów Miasta Aschaffenburg ze względu na ich cel – opiekę i udostępnianie zwiedzającym eksponatów. Jako jednostka muzealna wykunje ona niezbędne prace prewencyjne, ale i ochronne.
Centrum znajduje się w Nilkheim (dzielnica Aschaffenburga), w dawnym tzw. dworze wzorcowym w pobliżu parku krajobrazowego Schönbusch. Tutaj działa pracownia konserwatorska oraz magazyn eksponatów muzealnych, które wymagają opieki konserwatorów.
W centrum pracuje dwóch konserwatorów. Otaczają oni opieką znaleziska archeologiczne i różnego typu dzieła sztuki (rzeźba, malarstwo, przedmioty użytkowe) wykonane z drewna, kamienia, metalu, papieru oraz tkanin. Przy pracach nad niektórymi obiektami zyskują oni wsparcie „wolnych zawodowo” konserwatorów oraz instytucje konserwatorskie wyspecjalizowane w wąskich dziedzinach. W centrum działa także warsztat konserwacji prewencyjnej i archeologicznej dóbr kulturowych.
Do najważniejszych zadań placówki należą: konserwacja, restauracja oraz zabezpieczanie eksponatów. W tym celu centrum prowadzi systematycznie prace badawcze i ochronne nad zbiorami muzeów Aschaffenburga. Opracowuje się także szczegółową dokumentację eksponatów, taką jak mikro- i makrofotografia. Wedle zapotrzebowania wykonuje się tutaj także modele, kopie i rekonstrukcje dzieł sztuki. Do zadań centrum zalicza się także planowanie, przygotowywanie i przeprowadzenie wielkich projektów-wystaw, ale i innych wydarzeń z kalendarza muzeum: Dnia Otwartego Zabytku, Nocy Otwartych Muzeów, wykładów tematycznych, oprowadzeń turystów, ale i programów dla działu pedagogicznego muzeum. Jednostka prowadzi ważny w regionie punkt doradztwa w zakresie planowania i projektowania muzeów.
Restauracja (vel rekonstrukcja) – ma na celu odtworzenie dzieła sztuki (przedmiotu) lub jego odnowienie (np. przywrócenie konturów i barw wyblakłych malowideł; dokonanie uzupełnień braków w rzeźbach). Ważne jest, iż przy tego typu zabiegach ochrona wartości estetycznych, historycznych i fizycznych obiektu restaurowanego powinna być priorytetem dla restauratorów, którzy powinni je chronić. Z tego powodu ingerencja w oryginalną strukturę przedmiotu powinna ograniczać się do niezbędnego minimum.
Konserwacja – zabiegi mające na celu utrzymanie dotychczasowego stanu dzieła sztuki (przedmiotu) bez ingerencji w jego strukturę. Jej celem jest zabezpieczenie obiektu, np. metalu przed jego korozją. W muzeach ważną rolę odgrywa tzw. „konserwacja prewencyjna”, która polega ona na stworzeniu optymalnego otoczenia dla przechowywania i prezentacji eksponatów muzealnych.